# Entomoplasma somnilux
Entomoplasma somnilux è una specie di batterio appartenente alla famiglia delle Entomoplasmataceae.